# Joos van Cleve

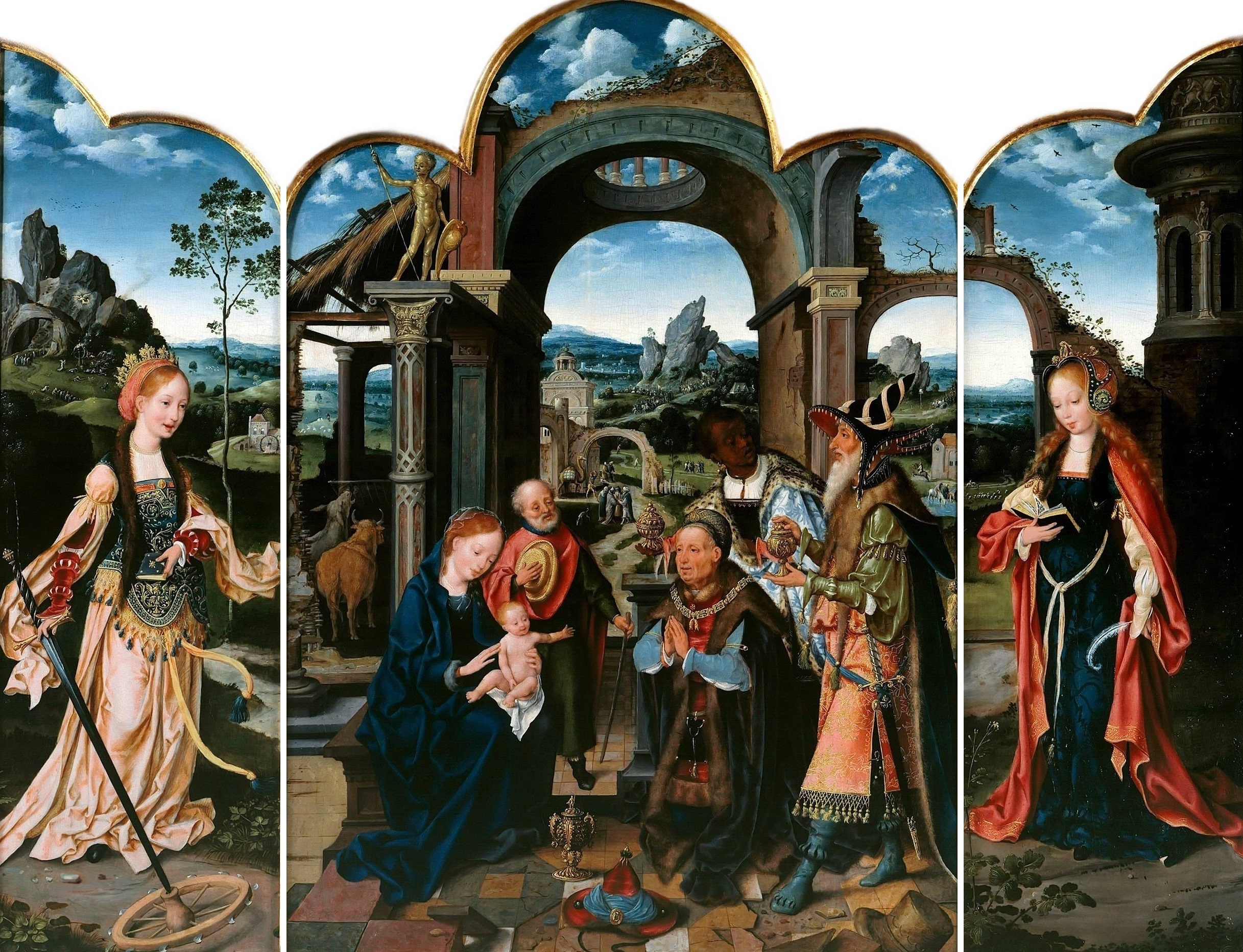
Pokłon Trzech Króli z Zygmuntem I Starym (ok. 1520), Gemäldegalerie

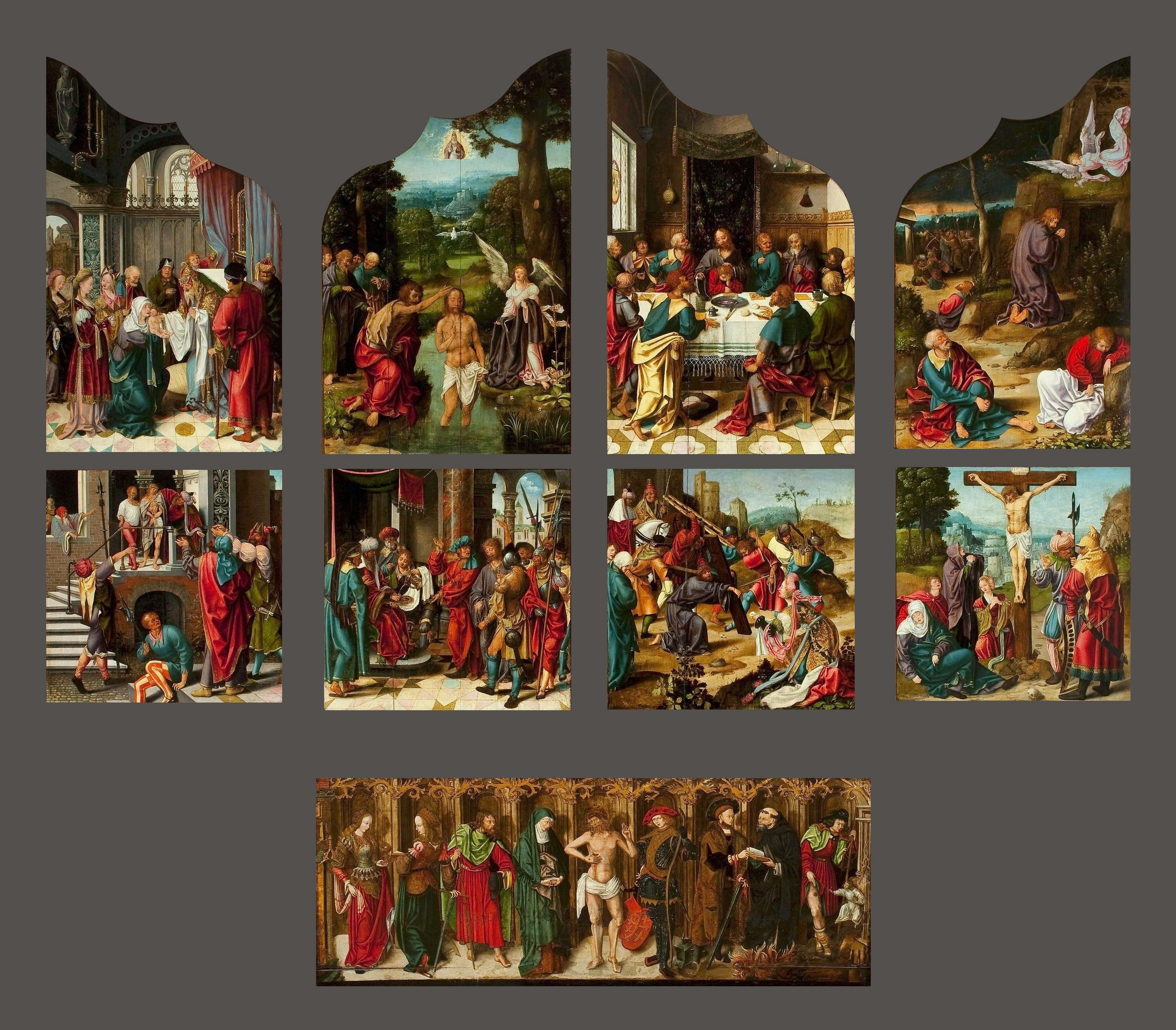
Ołtarz św. Rajnolda (1515-16) Muzeum Narodowe w Warszawie

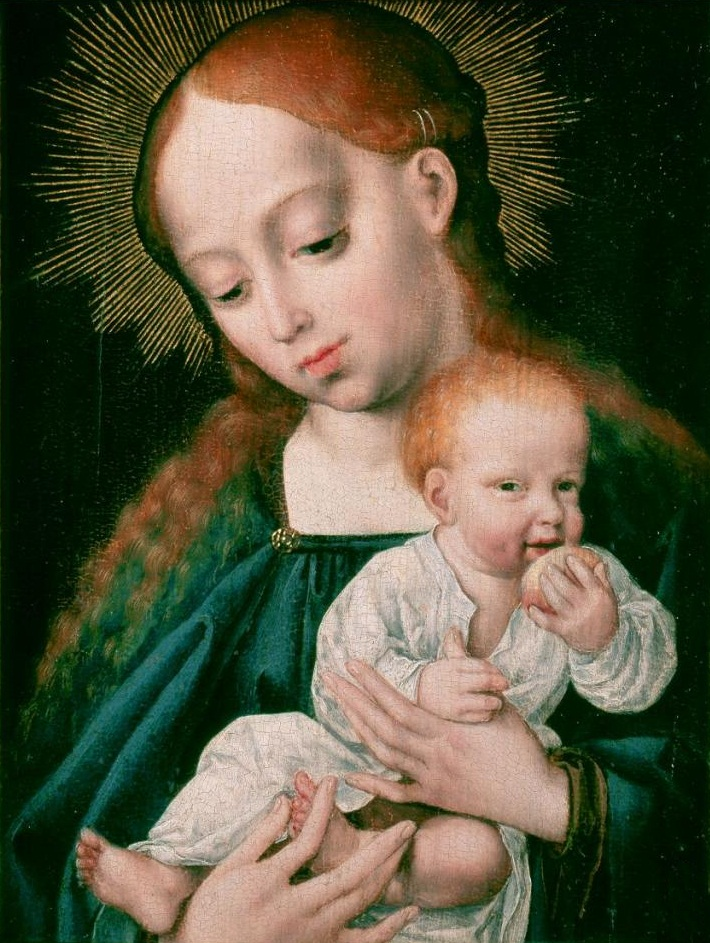
Madonna z Dzieciątkiem (ok. 1525-1530), Muzeum Czartoryskich

Joos van Cleve lub Joos van der Beke, dawniej Mistrz Zaśnięcia Marii (ur. ok. 1485 w Kleve, zm. ok. 1540 w Antwerpii) – niderlandzki malarz, przedstawiciel manieryzmu antwerpskiego.
W 1511 został mistrzem cechu w Antwerpii. W latach 1530–35 działał na dworze króla Francji Franciszka I. Jego styl ukształtował się pod wpływem Gerarda Davida, Quentina Massysa i Joachima Patinira.
Malował tłumne, zagęszczone kompozycje figuralne w rozbudowanej scenerii architektonicznej lub na tle panoramicznego krajobrazu.
Najważniejsze zamówienia pochodzące z terytorium Polski w warsztacie Joosa van Cleve, to przede wszystkim skrzydła ołtarza św. Rajnolda zamówionego przez Bractwo św. Rajnolda w Gdańsku przed 1516 r., obecnie w Muzeum Narodowym w Warszawie oraz tryptyk z Pokłonem Trzech Króli, zamówionym najprawdopodobniej przez króla Zygmunta I około roku 1520 z okazji nadania mu Orderu Złotego Runa, obecnie w Gemäldegalerie w Berlinie.

## Wybrane dzieła
- Duży Pokłon Trzech Króli (ok. 1525) – Drezno, Gemaeldegalerie
- Madonna z Dzieciątkiem (ok. 1525-1530) - Kraków, Muzeum Czartoryskich
- Madonna z Dzieciątkiem na tle renesansowej architektury (ok. 1535) - Warszawa, Muzeum Pałacu Króla Jana III
- Mały Pokłon Trzech Króli (1517-18) – Drezno, Gemaeldegalerie
- Ołtarz św. Rajnolda (1515-16) – Warszawa, Muzeum Narodowe
- Ołtarz Zaśnięcia Marii (1515) – Kolonia, Wallraf-Richartz-Museum
- Ołtarz Zaśnięcia Marii (1515-16) – Monachium, Stara Pinakoteka
- Pokłon Trzech Króli – Neapol, Museo di Capodimonte
- Portret Eleonory Austriaczki, królowej Francji (ok. 1530) – Wiedeń, Kunsthistorisches Museum
- Sąd Ostateczny (ok. 1520) – Nowy Jork, Metropolitan Museum of Art
- Portret młodego mężczyzny (ok. 1520) – Berlin, Gemäldegalerie
- Święta Rodzina – Poznań, Galeria Malarstwa i Rzeźby Muzeum Narodowego
- Święta Rodzina – Wiedeń, Akademie der Bildenden Kuenste
- Tryptyk z Pokłonem Trzech Króli (ok. 1520) – Berlin, Gemäldegalerie
- Ukrzyżowanie ze świętymi i donatorem (tryptyk) – Nowy Jork, Metropolitan Museum of Art
- Zwiastowanie – Nowy Jork, Metropolitan Museum of Art